# Cymothoe theodota
Cymothoe theodota är en fjärilsart som beskrevs av William Chapman Hewitson 1864. Cymothoe theodota ingår i släktet Cymothoe och familjen praktfjärilar. Inga underarter finns listade i Catalogue of Life.